# Nicolas Goluses
Nicolas Goluses är en amerikansk klassisk gitarrist och professor i gitarrspel vid Eastman School of Music. Han har bland annat spelat in en del musik av Bach.